# Le Valléen
Le Valléen est une télécabine de France située dans les Alpes, en Haute-Savoie. Entrée en service en 2024, elle relie les quartiers du Fayet et du Neyret de Saint-Gervais-les-Bains en complément de la route départementale 902, du tramway du Mont-Blanc et de l'ascenseur des Thermes, lui aussi inauguré en 2024.

## Histoire
Les travaux débutent en juin 2023 pour se terminer en août 2024 avec une mise en service le 2 septembre et une inauguration le 6 septembre.

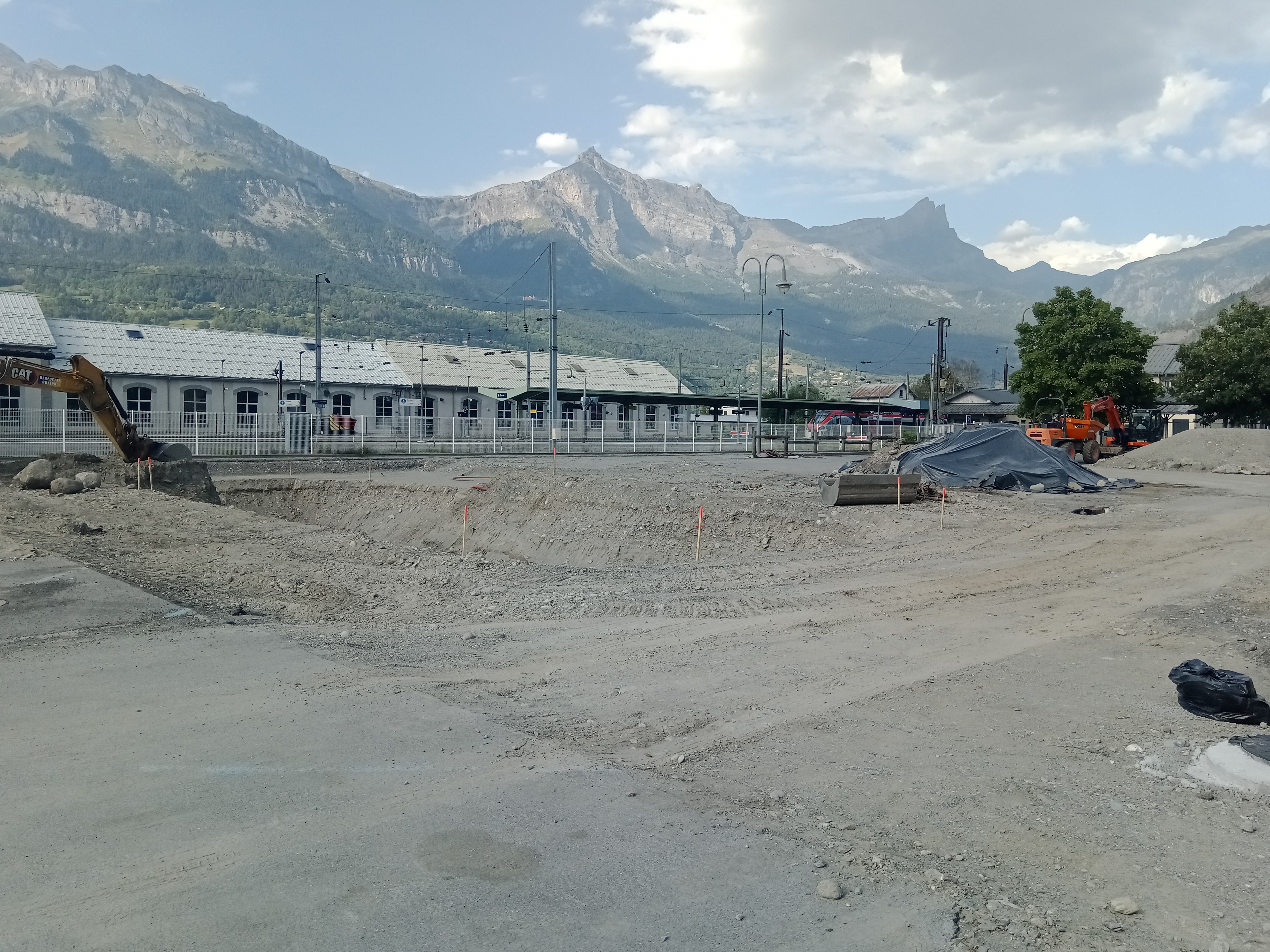
Construction en août 2023 de la gare aval de la télécabine accolée à la gare de Saint-Gervais-les-Bains-Le Fayet avec en arrière plan le massif du Faucigny.
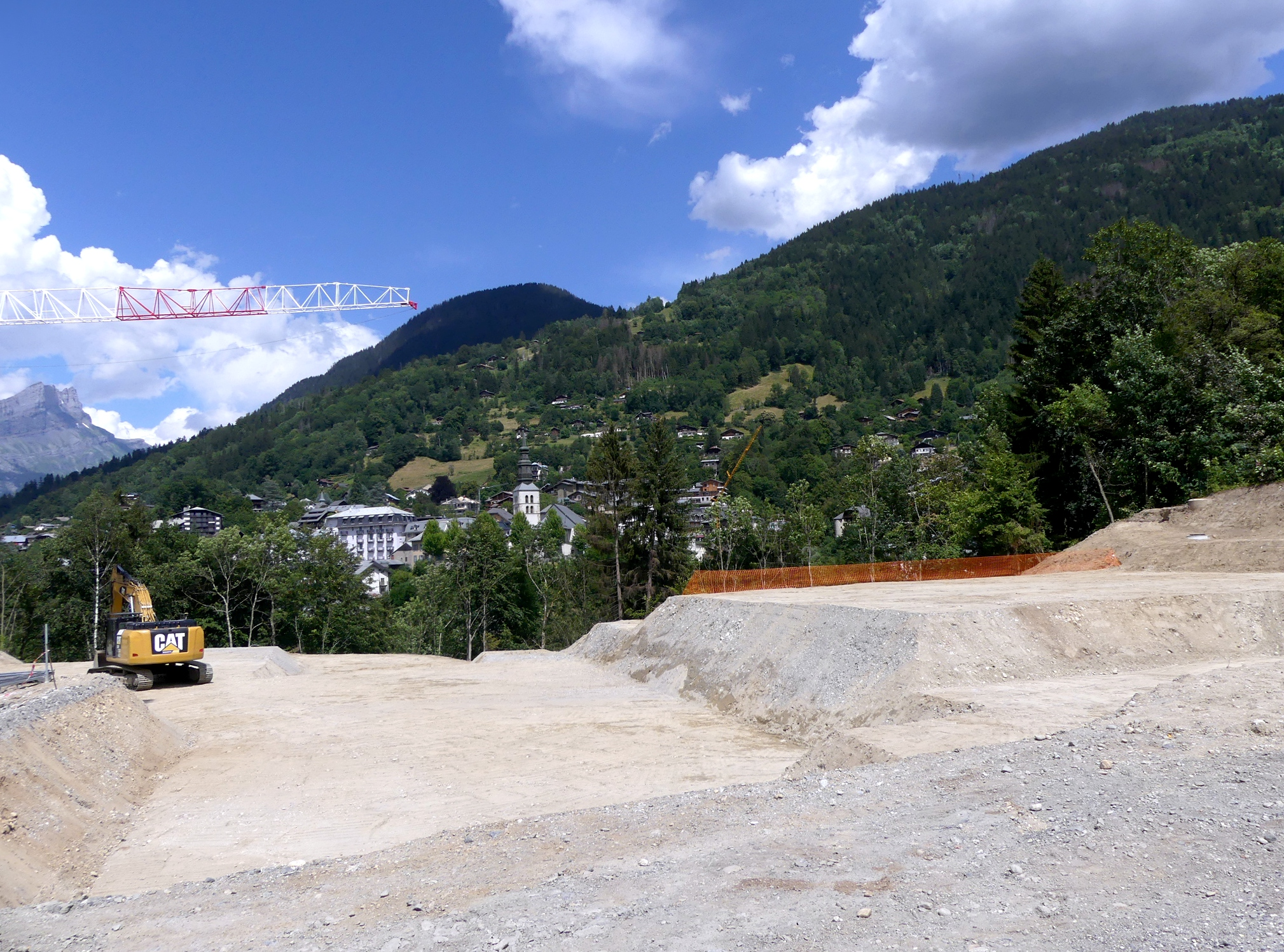
Construction en juillet 2023 de la gare amont de la télécabine.

## Exploitation
Cet ascenseur valléen a vocation à servir de transport urbain entre les quartiers du Fayet et du Neyret de Saint-Gervais-les-Bains, desservant la gare SNCF, mais aussi de pouvoir accéder au domaine skiable d'Évasion Mont-Blanc depuis la vallée de l'Arve. La gare d'arrivée de cette télécabine est accolée à la gare de départ de L'Alpin, nouvelle télécabine qui remplace le téléphérique Saint-Gervais-Le Bettex selon le même tracé.

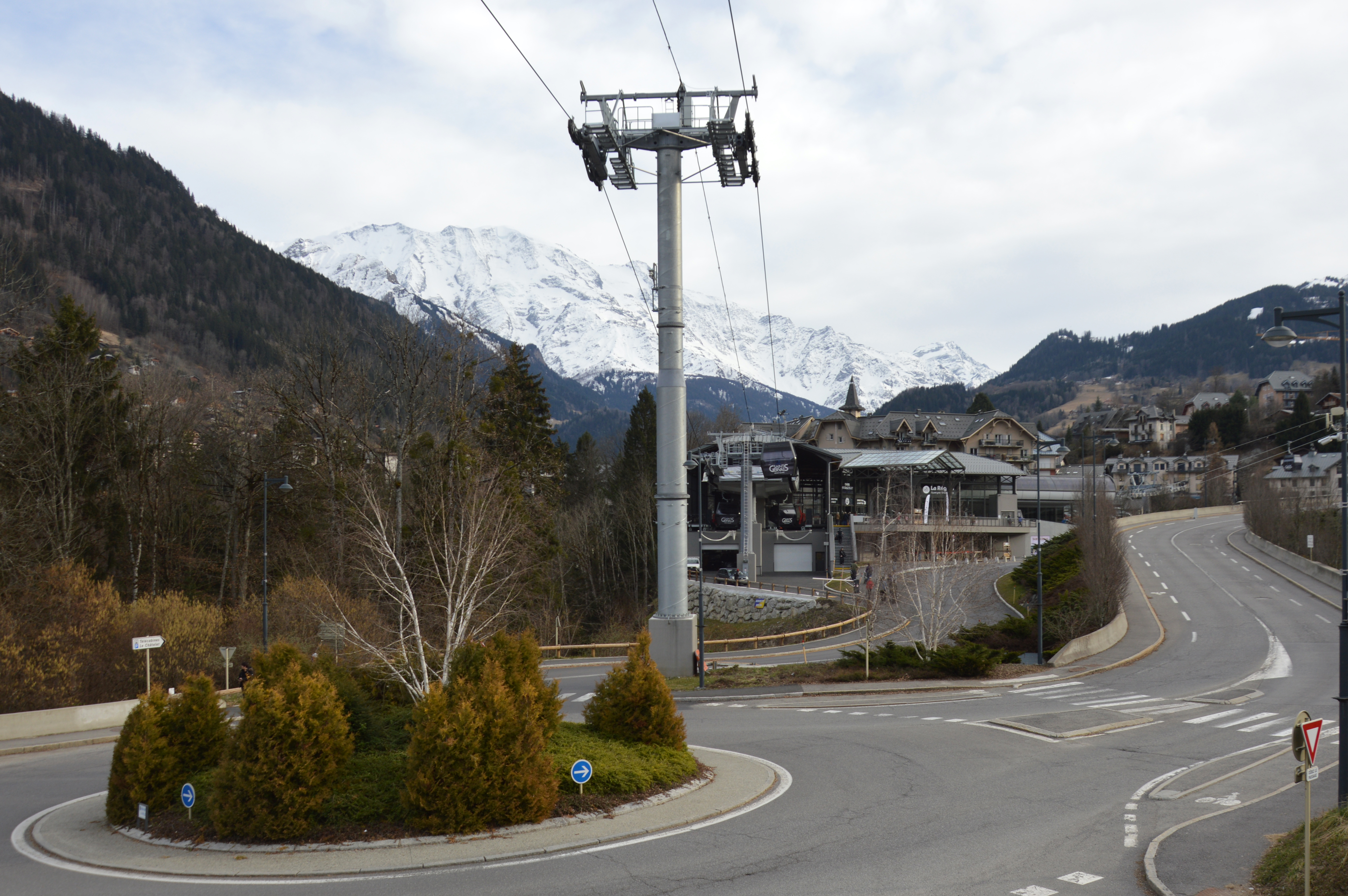
La gare amont en mars 2025.